# Macrostemum croceum
Macrostemum croceum är en nattsländeart som först beskrevs av Luisa Eugenia Navas 1924.  Macrostemum croceum ingår i släktet Macrostemum och familjen ryssjenattsländor. Inga underarter finns listade i Catalogue of Life.